# А-29
А-29 — лёгкий многоцелевой самолёт.

## История
Разработан компанией «Авантаж» (Россия). Самолёт совершил первый полёт в 2002 году. Аэродинамическая схема самолёта А-29 представляет собой подкосный моноплан. А-29 оснащён парашютной системой спасения самолёта в аварийных ситуациях. Самолёт двухместный. Обшивка выполнена из трёхслойного стеклопластика.

## Характеристики
- Размах крыла, м : 10.12
- Длина, м : 6.63
- Высота, м : 3.07
- Площадь крыла, м² : 13.66
- Масса, кг
  - пустого : 540
  - максимальная взлётная : 770
- Тип двигателя : 1 ПД LIMBACH 2400 DT 1 может устанавливаться отечественный ВАЗ-426
- Мощность, л.с. : 1 х 130
- Скорость, км/ч 
  - Крейсерская скорость, км/ч : 160
  - Отрыва : 85-90
  - Набора высоты : 130
  - Максимальная, горизонтального полёта : 224
  - Максимально допустимая : 230
  - Захода на посадку : 110
- Скороподъёмность, м/мин : 300
- Практический потолок, : 3500
- Экипаж, чел  :2